# Brenda Frickerová
Brenda Frickerová (* 17. února 1945 Dublin) je irská herečka.

## Tvorba
Dlouho se prosazovala hlavně jako televizní herečka v Británii, známou se stala především díky roli Megan Roachové v britském lékařském seriálu Casualty, v němž hrála v letech 1986-2010. V roce 1989 ji ovšem irský režisér Jim Sheridan obsadil do filmu Moje levá noha, který sklidil obrovský úspěch a Frickerová za roli matky hlavního, postiženého hrdiny (v podání Daniela Day-Lewise) v tomto snímku získala Oscara za nejlepší ženský herecký výkon ve vedlejší roli, jakožto první Irka v historii.
Za stejnou roli získala i další ocenění: Boston Society of Film Critics Award, Los Angeles Film Critics Association Award a cenu na festivalu v Montrealu. Díky tomuto úspěchu se poté objevila v několika hollywoodských filmech 90. let, například jako bezdomovkyně v komedii Sám doma 2: Ztracen v New Yorku (1992), dále pak ve snímcích A tak jsem si vzal řeznici (1993), Andělé (1994), Čas zabíjet (1996), Ničitel (1997). Největší příležitost ji však Hollywood nabídl až v závěru kariéry, hlavní rolí v "důchodcovské lesbické love story" Místy oblačno (2011). Hrála nadále ale především v Irsku a Británii, a objevila se tak v oceňovaných snímcích Pastvina (1990), Uvnitř tančím (2004), Dům na Tara Road (2005), Stone of Destiny (2008) nebo Albert Nobbs (2011). 